# 莫斯泰

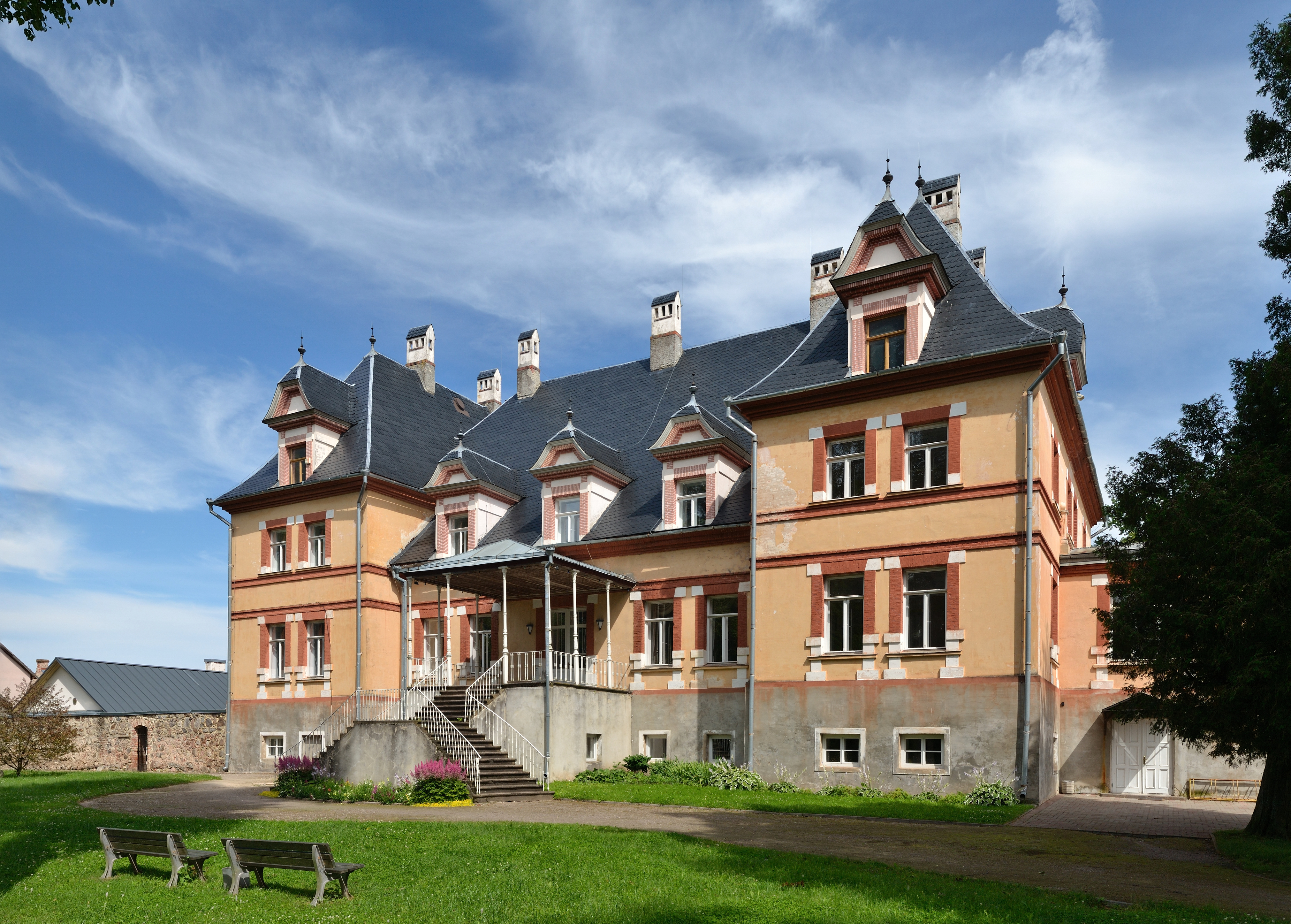
莫斯泰庄园

莫斯泰，是愛沙尼亞珀爾瓦縣珀爾瓦市鎮内的小鎮，位於該國東南部，曾原是莫斯泰市镇的行政中心，處於首都塔林東南面200公里，海拔高度51米，2012年該小鎮人口450。